# Labské Chrčice

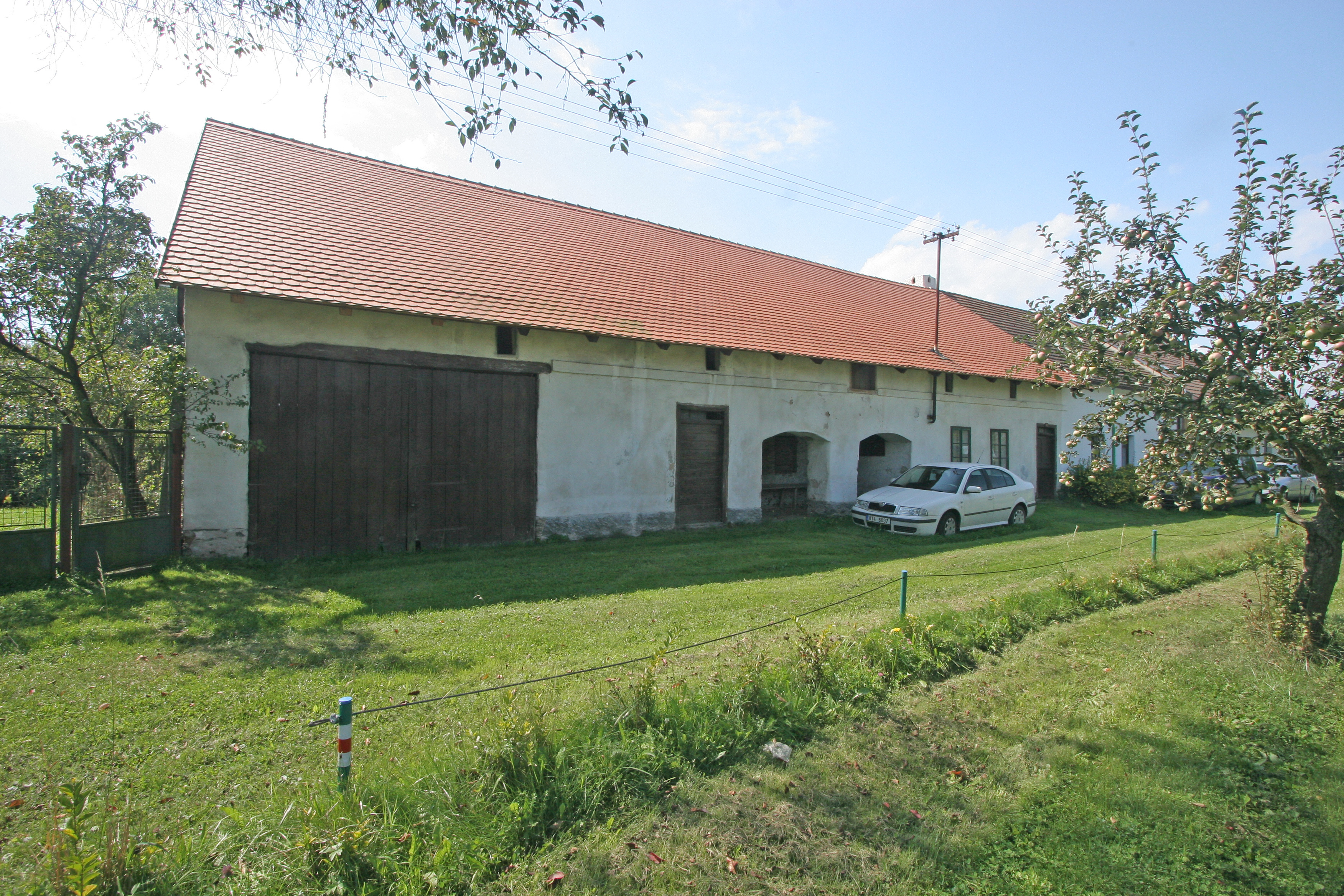
Alte Schmiede

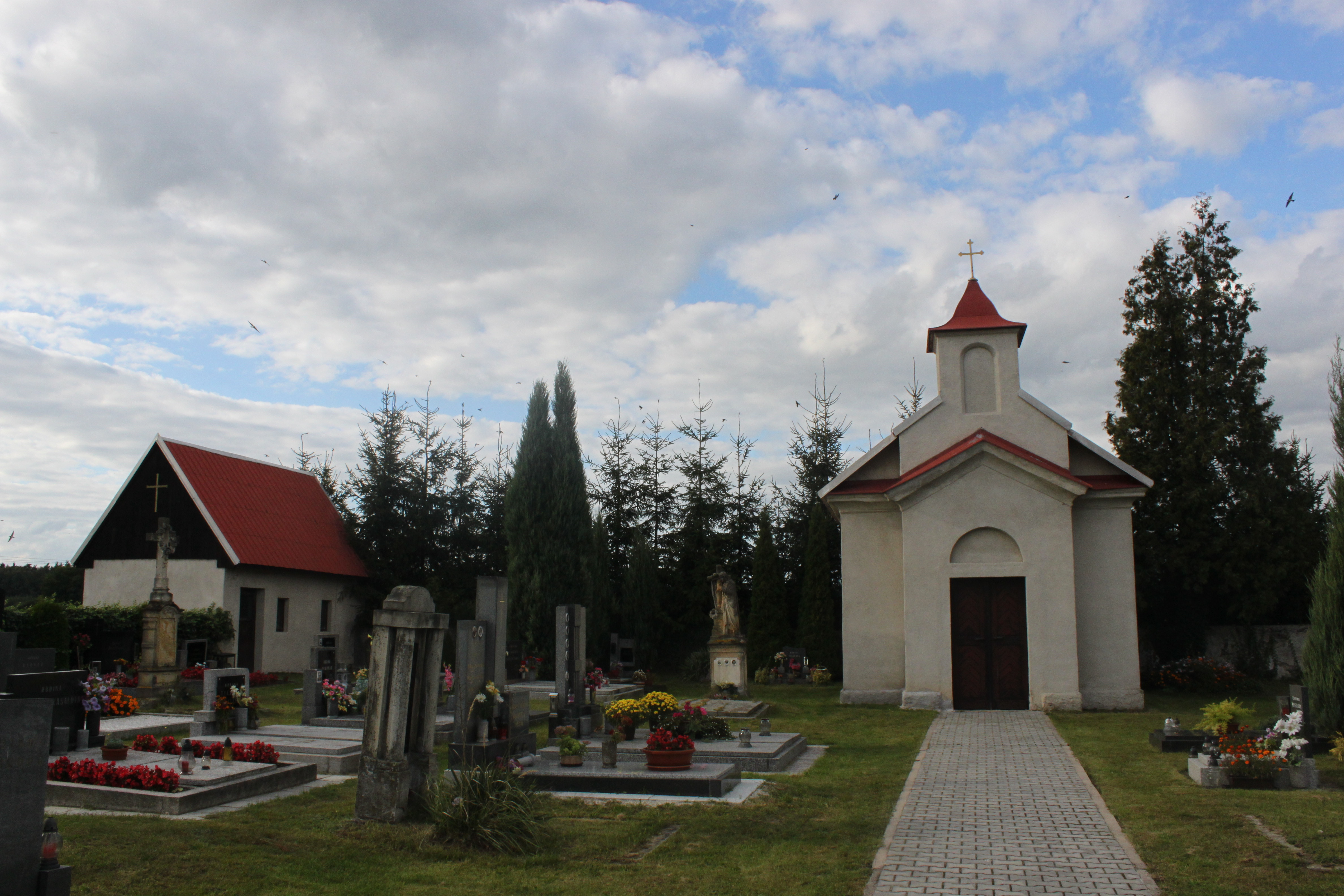
Friedhof

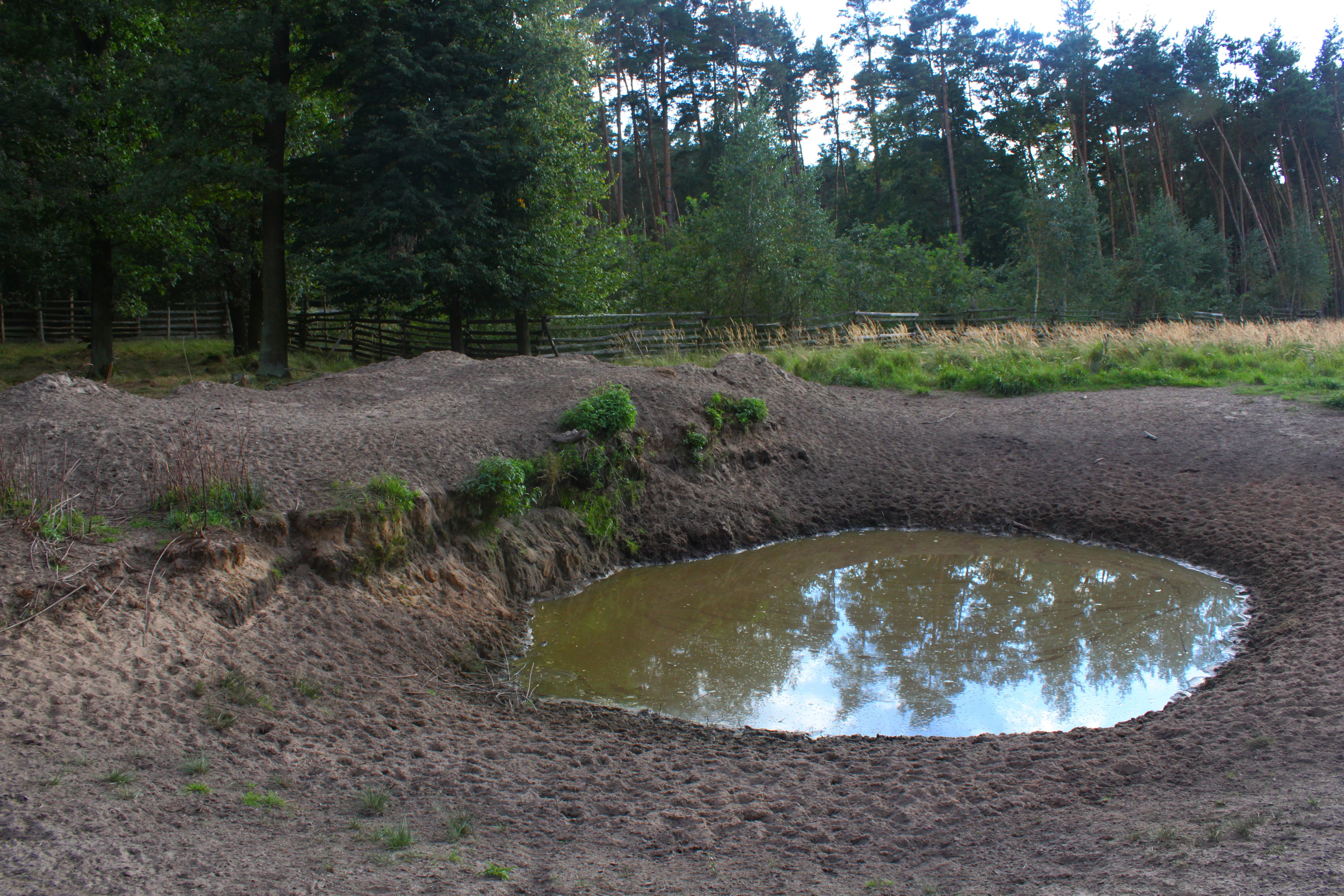
Hirschtränke in den Dünen bei Svárava

Labské Chrčice (deutsch Elbe-Chrtschitz, 1939–45 Elbe-Chertschitz) ist eine Gemeinde im Okres Pardubice in Tschechien. Sie liegt vier Kilometer nordöstlich von Týnec nad Labem.

## Geographie
Labské Chrčice befindet sich rechtsseitig der Elbe in der Polabská rovina (Elbniederung). Nördlich des Dorfes fließt der Graben Černá strouha. Westlich liegen die Naturreservate Týnecké mokřiny und Duny u Sváravy sowie das Wildgehege Svárava.
Nachbarorte sind Uhlířská Lhota und Hlavečník im Norden, Kolesa und Chaloupky im Nordosten, Kladruby nad Labem, Merenda, Dvůr und Selmice im Osten, Řečany nad Labem und Trnávka im Südosten, Chvaletice im Süden, Kojice im Südwesten, Týnec nad Labem, Pazderna und Bambousek im Westen sowie Svárava und Krakovany im Nordwesten.

## Geschichte
Es wird angenommen, dass sich an der Stelle des als Rundling anlegten alten Dorfes ursprünglich ein Hof befand, auf dem Windspiele (chrti) für die Jagd der Přemyslidenherzöge gezüchtet wurden. Später gelangte der Ort zu den Besitzungen des Klosters Sedlec und wurde diesem während der Hussitenkriege entzogen. Die erste urkundliche Erwähnung erfolgte 1436, als König Sigismund das Teinitzer Gut mit dem Städtchen Tajnec sowie den Dörfern Chrčice, Selmice und Krakovany dem Vanek von Miletínek überschrieb. Im Jahre 1542 kaufte Johann von Pernstein das Dorf. Als Jaroslav von Pernstein 1560 die Herrschaft Kunburg an König Ferdinand I. verkaufte, gehörte Chrčice zu deren Gütern. Nach der Zerstörung der Burg wurden deren Ländereien der Herrschaft Pardubitz zugeschlagen. Zu Beginn des 19. Jahrhunderts wurden nördlich des Dorfes an der Straße zwischen Elbe-Teinitz und dem Gestüt Franzenshof (Dvůr) erste Häuser errichtet, damit entstand die Ortslage Písek. In Chrčice standen zu dieser Zeit 19 Häuser, davon 16 einschließlich des Gutes innerhalb des Dorfes sowie eine Schmiede, ein Wirtshaus und eine Flachsdarre in Písek. Seit dieser Zeit wuchs Písek immer weiter an, während das alte Dorf (Ves) kaum noch erweitert wurde.
Im Jahre 1835 bestand das im Chrudimer Kreis gelegene Dorf Chrtschitz, auch Elbe-Chrtschitz bzw. Chrčice genannt, aus 29 Häusern, in denen 193 Personen, darunter 13 protestantische und eine jüdische Familie lebten. Katholischer Pfarrort war Elbe-Teinitz. Bis zur Mitte des 19. Jahrhunderts blieb Chrtschitz der k.k. Kameralherrschaft Pardubitz untertänig.
Nach der Aufhebung der Patrimonialherrschaften bildete Chrčice ab 1849 eine Gemeinde im Gerichtsbezirk Chlumetz. Ab 1854 wurde Chrčice Labské als amtlicher Name zur Unterscheidung vom nur zehn Kilometer entfernten Chrčice polní  verwendet.  Ab 1868 gehörte die Gemeinde zum Bezirk Neubydžow. In der nachfolgenden Zeit wurde westlich Písek ein Friedhof mit der Kapelle Mariä Namen angelegt. 1890 lebten in den 46 Häusern des Dorfes 308 tschechischsprachige Einwohner; im Ort gab es eine Filialkirche Mariä Namen und eine einklassige Schule. 1899 ließ Emanuel Kokeš hinter den Dünen den Hof Svárava mit einem Schlösschen anlegen. Ab 1904 wurden die amtlichen Namen Chrčice Labské bzw. Chrčice Pardubické gebraucht. Auf Anordnung der Linguistischen Kommission in Prag wurde 1920 der Ortsname in Labské Chrčice abgeändert. Im Jahre 1925 wurde das Dorf elektrifiziert. In den 1930er Jahren gehörte das Schlösschen Svárava dem Václav Šverma. 1949 wurde Labské Chrčice dem Okres Přelouč zugeordnet. Dieser wurde im Zuge der Gebietsreform von 1960 aufgehoben, seitdem gehört die Gemeinde zum Okres Pardubice.
Heute ist die verkehrsgünstig gelegene Ortslage Písek zu einem Straßendorf angewachsen und deutlich größer als der alte Rundling Ves. Im Wildgehege Svárava werden Hirsche gehalten.

## Gemeindegliederung
Für die Gemeinde Labské Chrčice sind keine Ortsteile ausgewiesen. Labské Chrčice gliedert sich in die Ortslagen Ves und Písek sowie die Einschicht Svárava.

## Sehenswürdigkeiten
- bewaldete Dünen bei Svárava, sie sind als Naturreservat Duny u Sváravy unter Schutz gestellt
- Versumpfte Altarme der Elbe, als Naturreservat Týnecké mokřiny unter Schutz gestellt
- Alte Schmiede, Kulturdenkmal
- Schlösschen Svárava, erbaut 1899, das in der zweiten Hälfte des 20. Jahrhunderts verkommene Bauwerk mit Rundturm wurde in den 2000er Jahren saniert.
- Friedhofskapelle Mariä Namen
- Gedenkstein für die Gefallenen